# Priesterseminar München
Das Erzbischöfliche Priesterseminar St. Johannes der Täufer in München ist die Ausbildungsstätte für Priester des Erzbistums München und Freising.
Das Haus und die dort tätige Leitung verklammern verschiedene Ausbildungsorte und Ausbildungselemente. Die künftigen Priester studieren Philosophie und Theologie an der Ludwig-Maximilians-Universität, Philosophie teilweise auch an der Hochschule für Philosophie in München. Zum Priesterseminar gehört ein vielfältiges Kommunitätsleben: gemeinschaftliches Wohnen, Beten und Feiern, einige praktische Ausbildungselemente zur spirituellen und liturgischen Bildung, sowie das individuelle Coaching auf das Ziel des Priesterberufs hin. Zum Priesterseminar gehören auch Priesterkandidaten, die nicht im Haus leben, sondern in anderen Studienhäusern (zum Beispiel im Collegium Germanicum in Rom oder auf dem 3. Bildungsweg im Studienhaus St. Lambert in Lantershofen), im externen Studienjahr oder in einer Pfarrei während der beiden Jahre des Pastoralkurses, der nach dem Studium auf die Priesterweihe vorbereitet. Die Ausbildung fußt auf der Rahmenordnung für die Priesterbildung, die die Deutsche Bischofskonferenz mit Geltung ab 1. Januar 2004 in Kraft gesetzt hat.

## Geschichte
Nach dem Umzug der Institution 1968 nach München wurde das Gebäude in Freising zum Bildungshaus, heute Kardinal-Döpfner-Haus. In München wurde der Grundstein für ein neues Priesterseminar am 20. November 1981 vom damaligen Erzbischof Kardinal Joseph Ratzinger gelegt. Sein Nachfolger Kardinal Friedrich Wetter weihte am 6. November 1983 die Seminarkirche und übergab damit das Haus seiner Bestimmung.
Von 1892 bis 2020 waren ununterbrochen Mallersdorfer Schwestern in der Priesterausbildung der Erzdiözese München und Freising tätig, zunächst am Freisinger Domberg, dann seit 1983 in der Klausur im Priesterseminar in der Georgenstraße.
Seit 2023 lebt mit den Benediktinischen Schwestern vom Eucharistischen König wieder eine Schwesternkommunität in der Klausur des Priesterseminars.
Eine gewisse mediale Aufmerksamkeit erfuhr das Priesterseminar Anfang 2021, weil ein homosexueller Priesteranwärter des Seminars verwiesen wurde, nachdem dieser bei Instagram ein Selfie mit dem Protagonisten der homosexuellen Dating-Show Prince Charming veröffentlicht hatte.